# والتون پارک (نیویورک)
والتون پارک (به انگلیسی: Walton Park) یک منطقهٔ مسکونی در ایالات متحده آمریکا است که در شهرستان اورنج، نیویورک واقع شده‌است. والتون پارک ۶٫۹ کیلومتر مربع مساحت و ۲٬۶۶۹ نفر جمعیت دارد و ۲۵۷ متر بالاتر از سطح دریا واقع شده‌است.